# Uromunna ubiquita
Uromunna ubiquita är en kräftdjursart som först beskrevs av Menzies 1952.  Uromunna ubiquita ingår i släktet Uromunna och familjen Munnidae. Inga underarter finns listade i Catalogue of Life.